# Едвард Дзевоньський
Едвард Дзевоньський (пол. Edward Dziewoński; 16 грудня 1916—17 серпня 2002) — польський актор театру, кіно, телебачення, радіо і кабаре, також актор озвучування, сатирик, театральний режисер і сценарист.

## Біографія
Едвард народився 16 грудня 1916 року в Москві. Акторську освіту отримав у Державному інституті театрального мистецтва у Варшаві, який закінчив в 1939 році.
Дебютував на сцені в 1945 році. Працював актором у театрах Лодзя та Варшави (театр «Атенеум»). Грав у спектаклях «театру телебачення» в 1958—1994 роках, був там також режисером багатьох заходів упродовж 1961—1996 років. Також грав ролі в «Кабаре літніх джентльменів».
Помер 17 серпня 2002 року в Варшаві, похований на кладовищі Старі Повонзкі.
Батько Едварда — актор Януш Дзевоньський.

## Вибрана фільмографія

### Актор
| Рік  | Українська назва                             | Оригінальна назва           |
| ---- | -------------------------------------------- | --------------------------- |
| 1946 | Заборонені пісеньки                          | Zakazane piosenki           |
| 1947 | Останній етап                                | Ostatni etap                |
| 1948 | Прикордонна вулиця                           | Ulica Graniczna             |
| 1949 | Дім на пустирі                               | Dom na pustkowiu            |
| 1953 | Пригоди на Марієнштаті                       | Przygoda na Mariensztacie   |
| 1953 | Справа, котру треба залагодити               | Sprawa do załatwienia       |
| 1954 | Автобус відправляється о 6.20                | Autobus odjeżdża 6:20       |
| 1956 | Незвичайна кар'єра                           | Nikodem Dyzma               |
| 1958 | Эроїка                                       | Eroica                      |
| 1960 | Тисяча талерів                               | Tysiąc talarów              |
| 1960 | У пошуках минулого                           | Powrót                      |
| 1960 | Косооке щастя                                | Zezowate szczęście          |
| 1962 | Завтра прем'єра                              | Jutro premiera              |
| 1963 | Дружина для австралійця                      | Żona dla Australijczyka     |
| 1966 | Домашня війна (лише в 14-тій серії)          | Wojna domowa                |
| 1969 | Новий                                        | Nowy                        |
| 1970 | Дятел                                        | Dzięcioł                    |
| 1971 | Блакитне, як Чорне море                      | Niebieskie jak Morze Czarne |
| 1971 | Неспокійний гість                            | Kłopotliwy gość             |
| 1973 | Велике кохання Бальзака (лише в 6-тій серії) | Wielka miłość Balzaka       |
| 1982 | Долина Ісси                                  | Dolina Issy                 |
| 1985 | Дезертири                                    | C.K. Dezerterzy             |
| 1989 | Пажі                                         | Paziowie                    |

### Озвучування
- польські мультфільми та документальні фільми 1952 — 1978 років

## Визнання
- 1979 — Нагорода голови «Комітету в справах радіо і телебачення» за радіо- і телетворчість.
- 1997 — Командорський хрест із зіркою Ордена Відродження Польщі.